# تشاك وينتيرز
تشاك وينتيرز (بالإنجليزية: Chuck Winters)‏ هو لاعب كرة قدم أمريكية ولاعب كرة قدم كندية أمريكي، ولد في 7 فبراير 1974 في ديترويت في الولايات المتحدة.